# Boris Żdanow
Boris Glebowicz Żdanow (Wasilij Dmitrijewicz Kalinin) (ros. Борис Глебович Жданов (Василий Дмитриевич Калинин), ur. 17 sierpnia 1888 we wsi Ludinowo w guberni kałuskiej, zm. 26 lipca 1980 w Moskwie) – rosyjski rewolucjonista, radziecki działacz partyjny.

## Życiorys
W latach 1905–1917 działał w partii eserowców, został aresztowany i skazany na zesłanie do Żyzdry, w maju 1909 ponownie aresztowany i 10 maja 1910 skazany na 12 lat katorgi; karę odbywał w Ałgaczi, więzieniu aleksandrowskim i Gornym Zerientuju, 19 marca 1917 amnestionowany po rewolucji lutowej. W 1917 był przewodniczącym Rady Czytyjskiej, potem do kwietnia 1918 ludowym komisarzem sprawiedliwości Komitetu Organizacji Radzieckich, 1918 został członkiem RKP(b), od kwietnia do sierpnia 1918 był komisarzem sprawiedliwości Zabajkalskiej Rady Komisarzy Ludowych. W lutym 1920 został przewodniczącym Nadamurskiego Komitetu RKP(b), w marcu-kwietniu 1920 był przewodniczącym Komitetu Wykonawczego Chabarowskiej Powiatowej Rady Miejskiej, następnie do września 1920 przewodniczącym Komitetu Wykonawczego Rady Nadamurskiej, a od 23 września do listopada 1920 przewodniczącym Wschodnio-Zabajkalskiego Obwodowego Komitetu Ludowo-Rewolucyjnego. W latach 1921–1924 był słuchaczem kursów marksizmu-leninizmu przy KC RKP(b), 1924-1941 funkcjonariuszem radzieckim, partyjnym i związkowym w Moskwie i na Północnym Kaukazie, 1941-1945 służył w Armii Czerwonej, 1945-1946 był sekretarzem komisji partyjnej WKP(b) Moskiewskiej Szkoły Wojskowej im. Rady Najwyższej RFSRR, 1946 przeszedł na emeryturę. Był odznaczony Orderem Lenina i Orderem Czerwonej Gwiazdy.